# Chamois de Thuringe
Pour les articles homonymes, voir Thuringe (homonymie).
Le chamois de Thuringe est une race de lapin domestique issue du croisement entre des lapins argentés anglais, géants des Flandres et russes.

## Origine
Le chamois de Thuringe naît en Allemagne, dans la région de Thuringe, à la fin du XIXe siècle, de croisements entre lapins russes, argentés anglais et géants des Flandres. Son créateur, nommé Gärtner, souhaite obtenir des lapins russes et argentés de grande taille par sélection, mais devant le peu de résultats qu’il obtient, il décide de croiser ses animaux avec des lapins géants des Flandres. La taille de ses lapins augmente alors rapidement, mais il ne parvient pas à retrouver les caractères de robe propres aux races russes et argentés. Le mélange de ces trois races lui donne même des animaux à la robe jaunâtre rappelant celle du chamois, et aux extrémités plus brunâtres, comme celles du russe et de l’argenté. En sélectionnant ces animaux sur leur couleur de robe et en pratiquant la consanguinité, il parvient rapidement à fixer ce caractère et obtient une nouvelle race : le chamois de Thuringe.

## Description

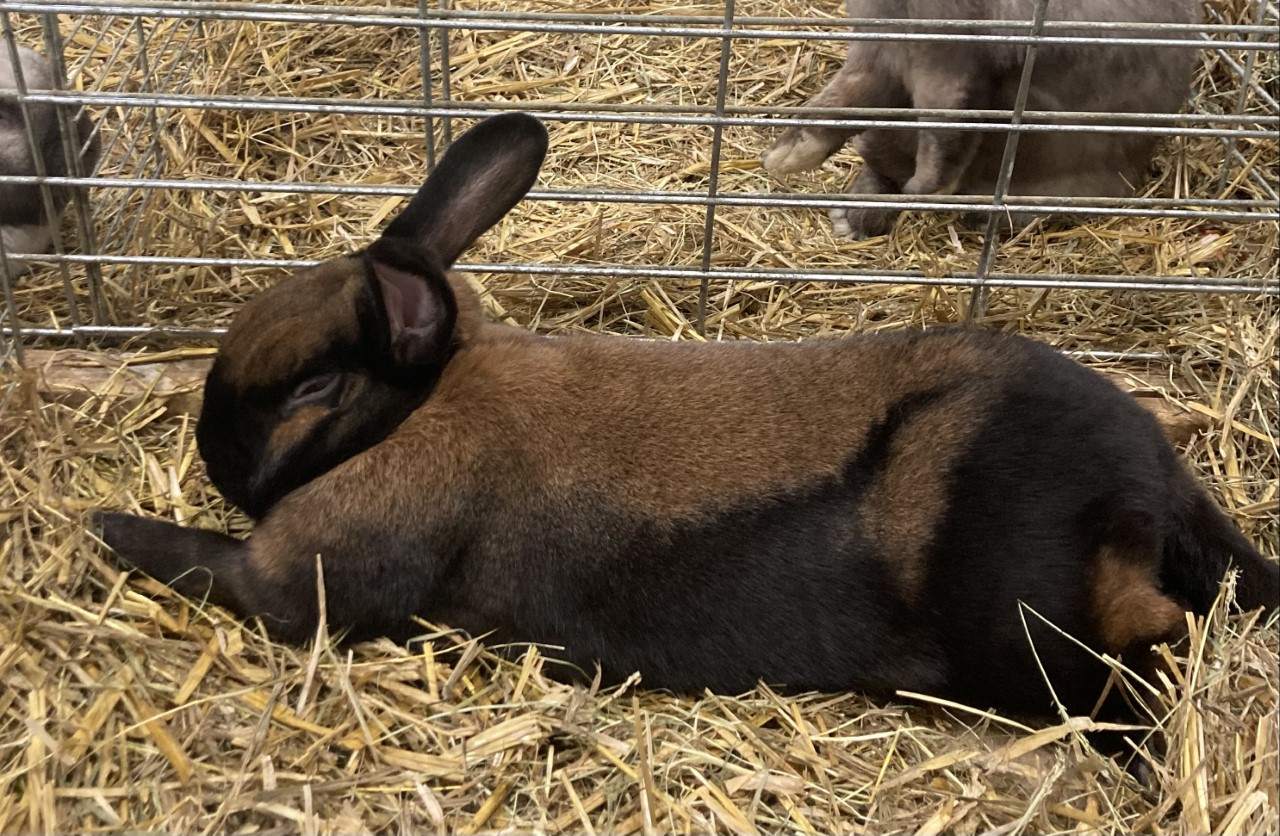
Lapin chamois de Thuringe.

C’est un lapin de taille moyenne qui pèse entre 2,5 et 4,25 kg. Il a un corps trapu et musclé, bien arrondi, avec un arrière-train bien développé. Sa tête courte, forte et large est reliée au corps par un cou presque imperceptible. Elle porte deux oreilles robustes de 11 à 13,5 cm. Un fanon est toléré chez la femelle. Les yeux sont bruns. Sa fourrure est dense et souple avec beaucoup de sous-poil. Elle est jaune ocre uniforme, les pointes noires lui donnant une nuance chamoisée. Les extrémités sont plus sombres.

## Diffusion
En France, le chamois de Thuringe est surtout présent dans l’Est.

## Races domestiques originaires de Thuringe
- Âne de la forêt de Thuringe
- Barbu de Thuringe
- Bouclier de Thuringe
- Chèvre de Thuringe
- Hirondelle de Thuringe
- Selle de Thuringe